# Harmadik Eurovíziós Táncverseny
A Harmadik Eurovíziós Táncversenyt eredetileg 2009-ben rendezték volna Azerbajdzsán fővárosában Bakuban. A versenyre 2009. szeptember 26-án került volna sor. Az Eurovíziós Dalfesztivállal ellentétben itt nem az előző évi győztes rendez, hanem pályázni kell a rendezés jogára, mint a Junior Eurovíziós Dalfesztiválon. A 2008-as verseny a lengyel Edyta Herbuś és Marcin Mroczek győzelmével zárult, akik rumbát, csacsacsát és dzsesszt mutattak be az egyesült királysági Glasgowban.

## A helyszín és a verseny
A verseny pontos helyszíne az Azerbajdzsán fővárosában, Bakuban található Heydər Əliyev Sport- és Kiállítási Komplexum lett volna, mely 7 500 fő befogadására alkalmas.
A szervezők a részt vevő országok számának növelése érdekében világsztárokat kértek volna fel a műsorvezetői feladatok ellátására. A jelöltek között szerepelt többek között Jennifer Lopez, Kylie Minogue és Shakira is. Emellett egy szabadtéri koncertet is rendeztek volna, melyen korábbi eurovíziós, junior eurovíziós résztvevők, valamint a Táncverseny korábbi versenyzői vettek volna részt.

### A verseny elhalasztása
2009. május 28-án az Európai Műsorsugárzók Uniója bejelentette, hogy elhalasztják a versenyt legkorábban 2010 őszére, mivel a határidő előtt nem jelentkezett annyi ország, amennyivel már meg lehetne rendezni azt.
2010 januárjában az EBU akkori koordinátora, Svante Stockselius bejelentette, hogy a versenyt ismét elhalasztják, ezúttal határozatlan időpontra. Stockselius állítása szerint a harmadik Eurovíziós Táncversenyt nem fogják megrendezni az elkövetkezendő pár évben, mivel a televíziós táncversenyek népszerűsége csökkent.

## A résztvevők
| Albánia             | Franciaország | Liechtenstein   | Románia       |
| Algéria             | Görögország   | Litvánia        | San Marino    |
| Andorra             | Grúzia        | Luxemburg       | Spanyolország |
| Ausztria            | Hollandia     | Észak-Macedónia | Svájc         |
| Azerbajdzsán        | Horvátország  | Magyarország    | Svédország    |
| Belgium             | Írország      | Málta           | Szerbia       |
| Bosznia-Hercegovina | Izland        | Marokkó         | Szíria        |
| Bulgária            | Izrael        | Moldova         | Szlovákia     |
| Ciprus              | Jordánia      | Monaco          | Szlovénia     |
| Csehország          | Katar         | Montenegró      | Törökország   |
| Dánia               | Kazahsztán    | Németország     | Tunézia       |
| Egyesült Királyság  | Koszovó       | Norvégia        | Ukrajna       |
| Egyiptom            | Lengyelország | Olaszország     | Vatikán       |
| Észtország          | Lettország    | Oroszország     |               |
| Fehéroroszország    | Libanon       | Örményország    |               |
| Finnország          | Líbia         | Portugália      |               |

Először vett volna részt a versenyen Fehéroroszország. Ausztria, Finnország, Hollandia, Litvánia és Svédország pedig visszaléptek.
Az elhalasztás bejelentéséig mindössze öt ország erősítette meg a részvételét: Azerbajdzsán, Fehéroroszország, Lengyelország, Oroszország és Portugália. Közülük Fehéroroszország, Lengyelország és Oroszország pedig már az indulóit is kiválasztotta.

## Döntő
A döntőt eredetileg 2009. szeptember 26-án rendezték volna meg.
| # | Ország                 | Táncosok                               | Táncok | Helyezés | Pontszám |
| - | ---------------------- | -------------------------------------- | ------ | -------- | -------- |
|   | Azerbajdzsán (rendező) |                                        |        |          |          |
|   | Fehéroroszország       | Julija Raszkina és Denyisz Morjaszin   |        |          |          |
|   | Lengyelország          | Natasza Urbańska és Jan Kliment        |        |          |          |
|   | Oroszország            | Olga Konovalceva és Szergej Konovalcev |        |          |          |
|   | Portugália             |                                        |        |          |          |

## Térkép

Országok, melyek már megnevezték az indulójukat
Országok, melyek már jelezték, hogy részt vesznek
Országok, melyek korábban részt vettek, de ebben az évben nem

## Fordítás
Ez a szócikk részben vagy egészben  a   Third Eurovision Dance Contest című angol Wikipédia-szócikk ezen változatának fordításán alapul.  Az eredeti cikk szerkesztőit annak laptörténete sorolja fel. Ez a jelzés csupán a megfogalmazás eredetét és a szerzői jogokat jelzi, nem szolgál a cikkben szereplő információk forrásmegjelöléseként.